# Vytfutia
Vytfutia là một chi nhện trong họ Phyxelididae.

## Các loài
- Vytfutia bedel Deeleman-Reinhold, 1986
- Vytfutia pallens Deeleman-Reinhold, 1989